# Cadre-47/2-Europameisterschaft der Junioren 1979/80

Logo CEB (ausrichtender Verband)

Die Cadre-47/2-Europameisterschaft der Junioren 1980 war das 4. Turnier in dieser Disziplin des Karambolagebillards und fand vom 22. bis zum 25. Mai 1980 in Hollerich, einem Ortsteil der Hauptstadt Luxemburg statt. Die Meisterschaft zählte zur Saison 1979/80.

## Geschichte
Fonsy Grethen nutzte seinen Heimvorteil und siegte ungeschlagen mit dem neuen Europarekord im Generaldurchschnitt (GD) von 42,42. Platz zwei ging an den Belgier Philippe Deraes vor Marco Zanetti aus Italien.

## Modus
Gespielt wurde in einer Finalrunde „Jeder gegen Jeden“ bis 200 Punkte.
1. MP = Matchpunkte
2. GD = Generaldurchschnitt
3. HS = Höchstserie

## Finalrunde
| MP    | Match Points (Sieger = 2; Unentschieden = 1; Verlierer = 0) |
| Pkte. | Erzielte Karambolagen                                       |
| Aufn. | Benötigte Versuche                                          |
| GD    | Generaldurchschnitt                                         |
| BED   | Bester Einzeldurchschnitt eines Spielers                    |
| HS    | Höchstserie                                                 |
|       | Bester GD des Turniers                                      |
|       | Bester ED des Turniers                                      |
|       | Beste HS des Turniers                                       |
|       | 1. Platz (Gold)                                             |
|       | 2. Platz (Silber)                                           |
|       | 3. Platz (Bronze)                                           |

| Platz                      | Name             | MP   | Pkte | Aufn. | GD    | BED    | HS  |
| -------------------------- | ---------------- | ---- | ---- | ----- | ----- | ------ | --- |
| 1                          | Fonsy Grethen    | 14:0 | 1400 | 33    | 42,42 | 100,00 | 192 |
| 2                          | Philippe Deraes  | 12:2 | 1209 | 39    | 31,00 | 100,00 | 126 |
| 3                          | Marco Zanetti    | 9:5  | 1337 | 53    | 25,22 | 66,66  | 143 |
| 4                          | Norbert Ohagen   | 7:7  | 1137 | 56    | 20,30 | 40,00  | 136 |
| 5                          | Ad Arkesteijn    | 4:10 | 950  | 52    | 18,26 | 25,00  | 96  |
| 6                          | Rainer Stecken   | 4:10 | 780  | 49    | 15,91 | 40,00  | 108 |
| 7                          | Brahim Djoubri   | 4:10 | 653  | 51    | 12,80 | 28,57  | 159 |
| 8                          | Harry van de Ven | 2:12 | 863  | 53    | 16,28 | 25,00  | 72  |
| Turnierdurchschnitt: 21,57 |                  |      |      |       |       |        |     |